# Bulbophyllum miniatum
Bulbophyllum miniatum là một loài phong lan thuộc chi Bulbophyllum.